# وودروی-سور-لو-لاک، کبک
وودروی-سور-لو-لاک (به فرانسوی: Vaudreuil-sur-le-Lac) روستایی در منطقه شهری وودروی-سولانژ ناحیه مونترژی در استان کبک کانادا است. در سرشماری سال ۲۰۱۱ این روستا ۱٬۰۵۸ نفر جمعیت داشته‌است و مساحت آن ۱٫۷۳ کیلومتر مربع است.